# Charles Memorial Hamilton

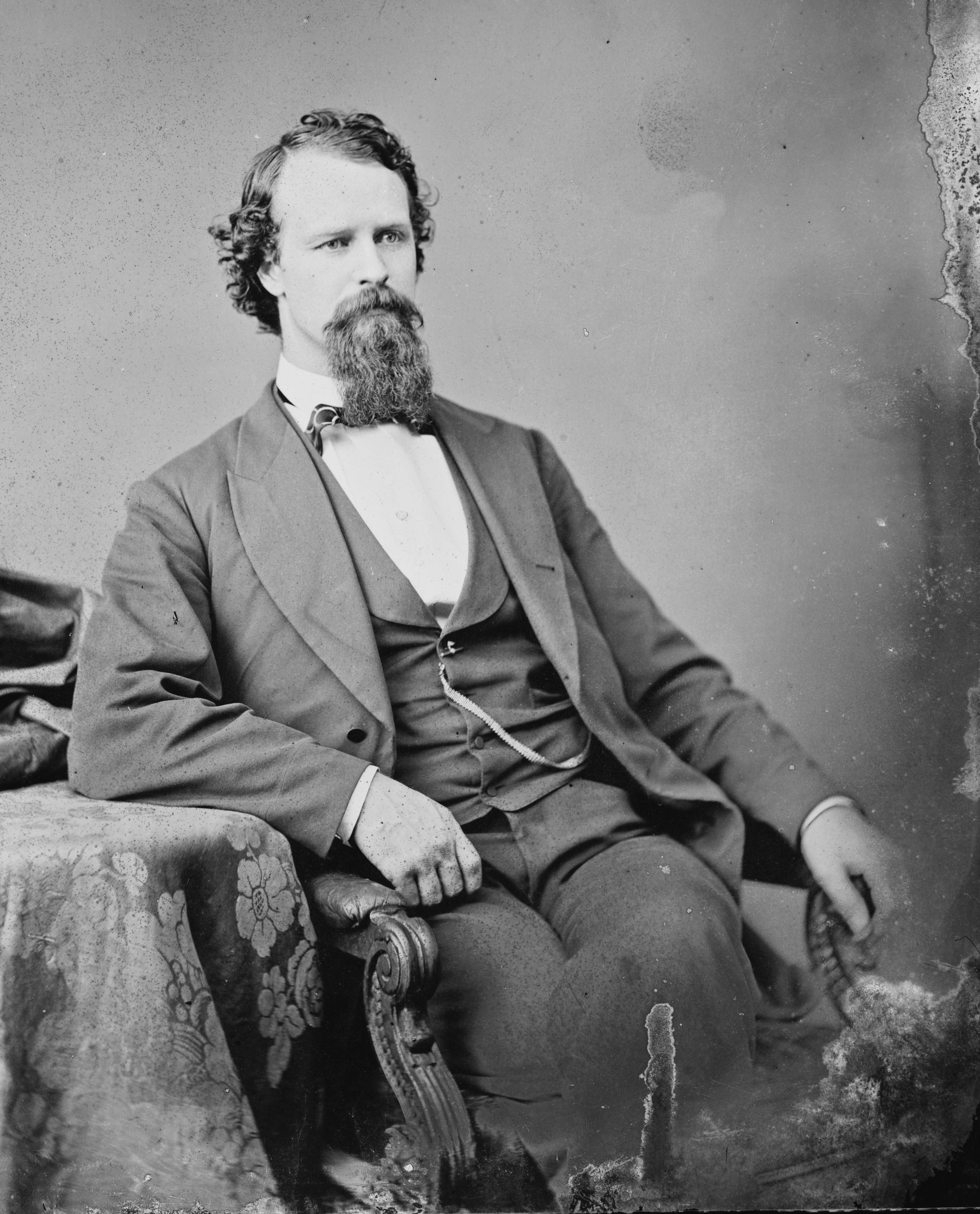
Charles Memorial Hamilton

Charles Memorial Hamilton (* 1. November 1840 in Pine Creek, Clinton County,  Pennsylvania; † 22. Oktober 1875 ebenda) war ein US-amerikanischer Politiker. Zwischen 1868 und 1871 vertrat er den Bundesstaat Florida im US-Repräsentantenhaus.

## Werdegang
Charles Hamilton besuchte die öffentlichen Schulen seiner Heimat und studierte danach an der Law School der Stadt Columbia Jura. Während des  Bürgerkrieges war er Soldat im Heer der Union. Im Verlauf des Krieges wurde er in der Potomac-Armee Leiter der militärischen Rechtsabteilung (Judge Advocate). Danach war er im Stab des für den Bereich der Bundeshauptstadt zuständigen Militärbefehlshaber. Im Jahr 1865 wurde Hamilton nach Marianna im besetzten Florida versetzt. Dort arbeitete er ab 1867 als Rechtsanwalt.
Politisch war Hamilton Mitglied der Republikanischen Partei. Nach der Wiederaufnahme Floridas in die Union wurde er 1868 im damals einzigen Wahlbezirk des Staates in das US-Repräsentantenhaus in Washington, D.C. gewählt, wo er am 1. Juli 1868 sein neues Mandat antrat. Nach einer Wiederwahl bei den regulären Kongresswahlen des Jahres 1868 konnte er bis zum 3. März 1871 im Kongress verbleiben. In dieser Zeit wurden dort der 14. und der 15. Verfassungszusatz verabschiedet.
1870 wurde Hamilton von seiner Partei nicht mehr zur Wiederwahl nominiert. Ein Jahr später wurde er zum Generalmajor der Staatsmiliz ernannt. Von 1871 bis 1872 war Hamilton auch Posthalter der Stadt Jacksonville. Danach leitete er die Zollbehörde in Key West. Dieses Amt musste er aber aus gesundheitlichen Gründen wieder aufgeben. Charles Hamilton starb am 22. Oktober 1875 in seinem Geburtsort Pine Creek.